# Interstate 84 (west)
I-84 eller Interstate 84 (ej att förväxla med I-84 (E)) är en amerikansk väg, Interstate Highway.

## Delstater vägen går igenom
- Oregon
- Idaho
- Utah